# دیود ابرنورتاب
دیود ابرنورتاب (به انگلیسی: superluminescent diode) (اس‌ال‌ای‌دی یا اس‌ال‌دی) یک منبع نوری نیم‌رسانایی گسیلنده لبه‌ای است که براساس ابرنورتابی ساخته شده است. آن‌ها توان و روشنایی بالای دیودهای لیزری را با همدوستی کم دیودهای گسیلنده نوری معمولی ترکیب می‌کند. باند انتشار نوری آن در گستره ۵–۷۰۰ نانومتر است.

## پیشینه
دیود ابرنورتاب برای اولین بار توسط کورباتوف و همکاران در سال (۱۹۷۱) و لی بوروس و میلر در سال (۱۹۷۳) گزارش شد. در سال ۱۹۸۶ جرارد ای آلفونس در آزمایشگاه‌های ارسی‌ای (اس‌آرآی اینترنشنال)، طرحی جدید اختراع کرد که دیودهای ابرنورتاب با توان بالا را امکان‌پذیر می‌کند. این منبع نور به‌عنوان یک جزء اصلی در نسل‌های بعدی ژیروسکوپ‌های فیبر نوری، مقطع‌نگاری همدوسی اپتیکی برای تصویربرداری پزشکی و لیزرهای کاواک تنظیم‌پذیر با کاربردهایی در مخابرات فیبر نوری توسعه یافته است. در سال ۱۹۸۹ این فناوری به جی‌ایی-ارسی‌ای در کانادا منتقل شد، که به بخشی از ایی‌جی‌اندجی تبدیل شد. دیودهای گسیلنده نور ابرنورتاب گاهی دیودهای ابرنورتابی یا ال‌ئی‌دیهای ابرنورتاب نیز نامیده می‌شوند.

## کاربرد اس‌ال‌ایی‌دی
اس‌ال‌ایی‌دی در شرایطی که خواستار شدت نور زیاد و همدوستی فضایی هستند اما در جایی که نیاز به یک طیف خروجی نوری گسترده و هموار که دیودهای لیزر را نامناسب می‌کند، کاربرد پیدا می‌کنند. برخی از نمونه‌ها شامل مقطع‌نگاری همدوسی اپتیکی، تداخل‌سنجی نور سفید، حسگر نوری و ژیروسکوپ فیبر نوری است.